# Jean de Grouchy (cytogénéticien)
Pour les articles homonymes, voir Jean de Grouchy et Grouchy.
Jean de Grouchy (1926-2003) est un docteur et professeur en médecine . Il est un des pionniers français de la cytogénétique humaine avec le professeur Jérôme Lejeune. Son Atlas des maladies chromosomiques reste une référence mondiale dans la matière,,, ainsi que plusieurs de ses livres.

## Enfance et études
Le comte Jean de Grouchy est né le 10 août 1926 aux Pays-Bas. Son père Armand de Grouchy, ingénieur, est un des descendants d'Emmanuel de Grouchy et de la famille de Grouchy. Sa mère Méta Van Den Broek d’Obrenan est issue d'une famille bourgeoise néerlandaise d'origine irlandaise dont certains membres se sont illustrés dans l'exploration, dont Charles Van den Broek d'Obrenan et son épouse Régine.
Au collège ses parents le scolarisent dans le pensionnat privé suisse la Villa Saint-Jean, puis dans un lycée français. Il intègre par la suite l'école de médecine et la faculté des sciences de Paris dont il ressort docteur en médecine en 1953. Il rencontre Jérôme Lejeune durant son service militaire. Les deux jeunes médecins décident de se consacrer ensemble à l'étude de la génétique, qui est à l'époque une discipline émergente, et comme le mentionne Le Bulletin de l'Académie nationale de médecine "Lejeune et de Grouchy vont élever notre pays au premier rang dans la description des anomalies chromosomiques constitutionnelles".
Il épouse par la suite Csilla Rostagni en 1971, devenue comtesse par son mariage.

## Carrière
Spécialiste des malformations congénitales et du mosaïcisme génétique, Jean de Grouchy entre au CNRS en 1954, où il crée un des premiers laboratoires français de cytogénétique dédié aux anomalies de la structure du chromosome 18. La fondation Rockefeller lui accorde une bourse sous le statut de Fellowship en 1956. En 1965 il est nommé directeur de recherche en génétique humaine du CNRS.
Le 2 décembre 1967, alors que les sénateurs français tentent de savoir s'ils doivent autoriser ou non la pilule contraceptive, Jean de Grouchy est l'un des experts que le sénateur Jacques Henriet interroge pour lui demander son avis sur la nocivité de la pilule. Le professeur Grouchy lui répond qu'il est ouvert à l'idée de faire des expérimentations pour trancher la question. Le 19 décembre 1967 la pilule et la contraception deviennent légales en France.
Le professeur de Grouchy a dirigé dans les années 1980 l'unité de recherche de cytogénétique humaine et comparée à l'hôpital Necker.
Il est l'auteur de nombreux articles scientifiques, mais également de trente-quatre livres destinés à la fois aux chercheurs mais également au grand public,. Il est également l'éditeur de la revue française Annales génétiques  qui depuis les années 2000 a été reprise par l'éditeur scientifique Elsevier.
En 1987, il est un des scientifiques, auprès de Jean-Jacques Petter, Albert Jacquard, Jean-Claude Pecker et Jacques Ruffié, à être interviewé pour le documentaire "Sommes-nous prisonniers de nos gènes ?" réalisé par Michel Huillard pour France 3.
Le Syndrome de délétion 18p de Grouchy type 1 porte son nom,. Ses travaux ont également porté sur les évolutions clonales dans les leucémies, l'évolution chromosomique des grands Primates, cartographie comparative des gènes, etc. 
Jean de Grouchy est cité dans plusieurs rapports du Sénat et de l'Assemblée nationale, des discours, notamment celui de Jean Rostand sur Mendel et la médecine , etc. Cité par le docteur Catherine Turleau, généticienne, comme un "homme honnête proche de ses patients", il était plutôt discret. Il a pris sa retraite en 1991 à l'âge de 65 ans.

## Principaux ouvrages
- 1953 : Contribution à l'étude de l'hérédité de la myopathie : thèse pour le doctorat en médecine (diplôme d'État) présentée et soutenue publiquement le 5 mars 1953 / par Jean William Marie de Grouchy,... ; président, M. M Lamy,...

- 1958 : L'Hérédité moléculaire. Conditions normales et pathologiques / Jean de Grouchy ; Préface du professeur Maurice Lamy / Roma : Edizioni dell'Istituto Gregorio Mendel Tipografia poliglotta Vaticana

- 1958 : L'Hérédité moléculaire : conditions normales et pathologiques / Préf. du prof. Maurice Lamy / Roma : Istituto G. Mendel

- 1961 : La santé physique de l'enfant et de l'adolescent / sous la direction de Etienne Boltanski,... ; rédigé par J.Bamberger, P. R. Bize, P. Blum, J. Bonnet, Brunel, Cauhepe, L. Chambost, P. Delthil, S. Delthil-Lacan, M. Deparis, R., J. et P. Ducroquet, P. Estenne, J. Fel[l]onneau, C. Fillastre, J. de Grouchy, A. Herreault, C. Launay, P. Maroteaux, E. Odier-Dollfus, A. Ouillon [H. Ouillon], M. Parmentier, R. Paumier, H. Perier [Périé], F. Plas, J. Porge, R. Salle, H. Thiriez, G. Vermeil ; préface du Dr D. Douady,... / Paris : Bourrelier

- 1965 : Le message héréditaire / par Jean de Grouchy,... ; préface de Jérôme Lejeune / Paris : Gauthier-Villars

- 1965 : Les mécanismes des aberrations chromosomiques humaines / Jean de Grouchy / Paris : L'Expansion scientifique française

- 1967 : L'homme et l'hérédité / Maurice Lamy, professeur à la faculté de médecine de Paris, membre de l'académie de médecine et Docteur Jean de Grouchy, directeur de recherches au C. N. R. S / Paris : Hachette

- 1973 : Les nouveaux pygmalions : aux confins de la génétique humaine / Jean de Grouchy,... / Paris : Gauthier-Villars

- 1973 : Les Nouveaux pygmalions de la génétique humaine / Jean de Grouchy / Paris : Gauthier-Villars

- 1973 : L'Homme et l'hérédité : [introduction à la génétique humaine d'aujourd'hui / Prof. Maurice Lamy,... Dr Jean de Grouchy,.. / Nouvelle éd. revue et augmentée / Paris : Hachette

- 1977 : Atlas des maladies chromosomiques / Jean de Grouchy et Catherine Turleau / 2e édition / Paris : Expansion scientifique française

- 1977 : Clinical atlas of human chromosomes / Jean de Grouchy, Catherine Turleau ; préface de Victor Mc Kusick / New York : John Wiley

- 1977 : Atlas des maladies chromosomiques / J. de Grouchy et C. Turleau / 2e éd. / Paris : Expansion Scientifique Française

- 1978 : De la naissance des espèces aux aberrations de la vie / Jean de Grouchy / Paris : R. Laffont

- 1979 :  Jean de Grouchy, « Évolution des êtres organisés et naissance des espèces. », Académie des sciences morales et politiques, séance du 12 février 1979. / 18 feuillets

- 1980 : Jumeaux, mosaïques, chimères : et autres aléas de la fécondation humaine / Jean de Grouchy,... / Paris : Médecine et sciences internationales

- 1992 : Où cours-tu, primate ? : l'homme est-il le cancer de la création ? / Jean de Grouchy,... / Paris : Expansion scientifique française

## Prix et distinctions
- 1956 : Bourse de recherche de la fondation Rockefeller
- 1964 : Prix Biarritz ligue du cancer
- 1966 : Prix de l’Académie des sciences
- 1977 : Prix Claude Bernard de la Ville de Paris
- Le Syndrome de délétion 18p de Grouchy type 1 porte son nom.
- Chevalier de la Légion d’honneur
- Membre de la New York Academy of sciences